# وادي العلا
وادي العلا هو وادي في غرب المملكة العربية السعودية. وادي العلا هو أحد روافد وادي الجِزل. تقع مدينة العلا في الوادي.

## التاريخ
توجد مجموعة من الأنقاض على بعد حوالي 4 كم من مدينة العلا الحديثة، حيث تقع أطلال مدينة ددان القديمة على بعد حوالي 4 كم من واحة مدينة العلا الحديثة، هذه الآثار هي بقايا عاصمة سابقة لمملكة دادان، التي كانت مزدهرة من 800 قبل الميلاد إلى القرن الأول. في هذا الوقت كان الوادي محطةً لطريق التوابل. كانت الزراعة ورعي الغنم المنتج الاقتصادي الرئيسي لسكان الوادي في تلك الأيام.
كان هناك أيضًا موقع للحج في التلال القريبة، وجدران الوادي مغطاة برسوم تصويرية قديمة.
لقد بدأت المدينة في الانهيار وزادتها غارت الرومان ضعفًا، فتم التخلي عنها في نهاية المطاف في القرن الأول عندما صعد الأنباط إلى السلطة في المنطقة وحوّلوا طرق تجارة التوابل عبر مدائن صالح 30 كم إلى الشمال.
تم ذكر الوادي بشكل مبدئي مع وادي القرى في العصور الإسلامية الأولى.

## معرض الصور

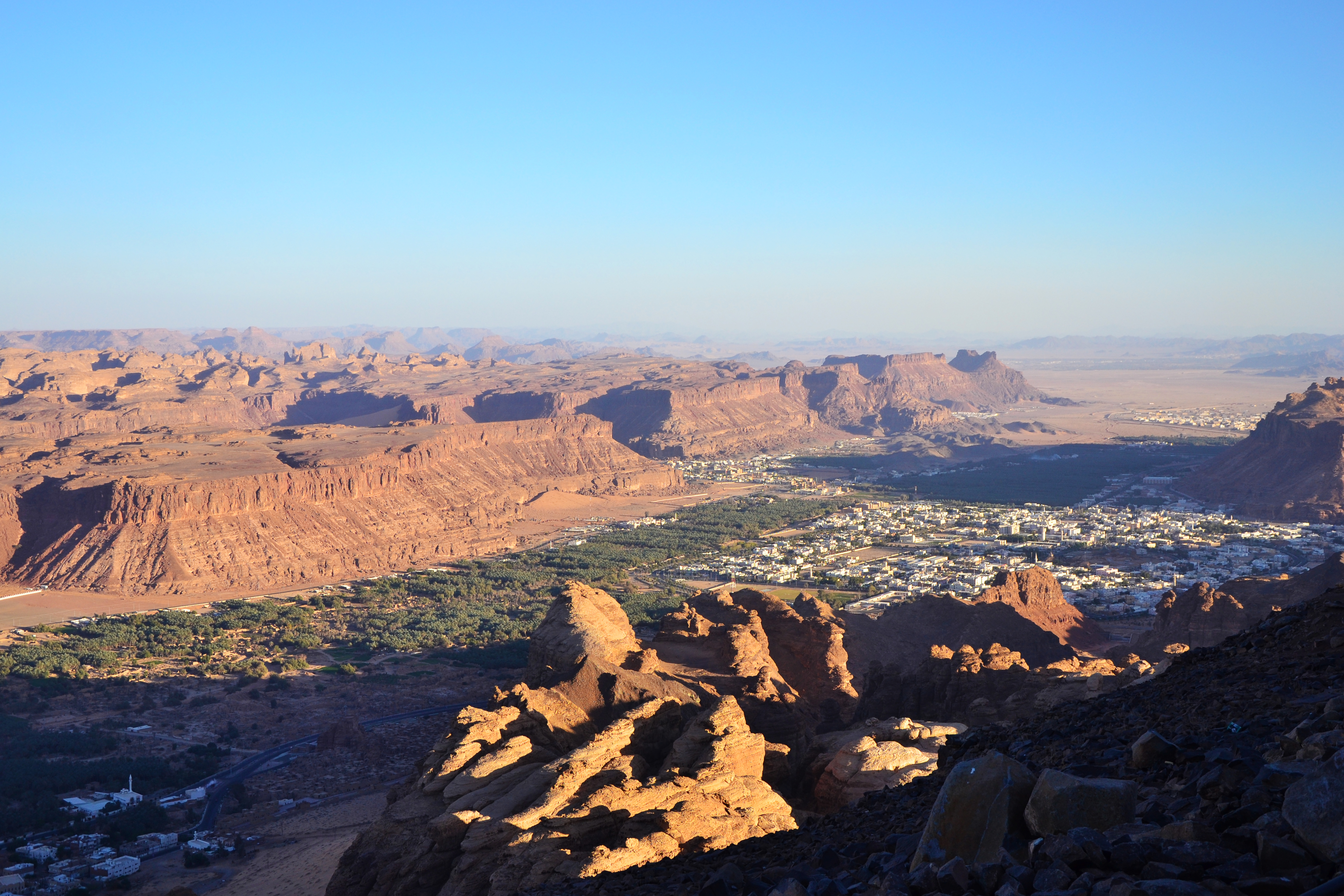
منظر عام للوادي
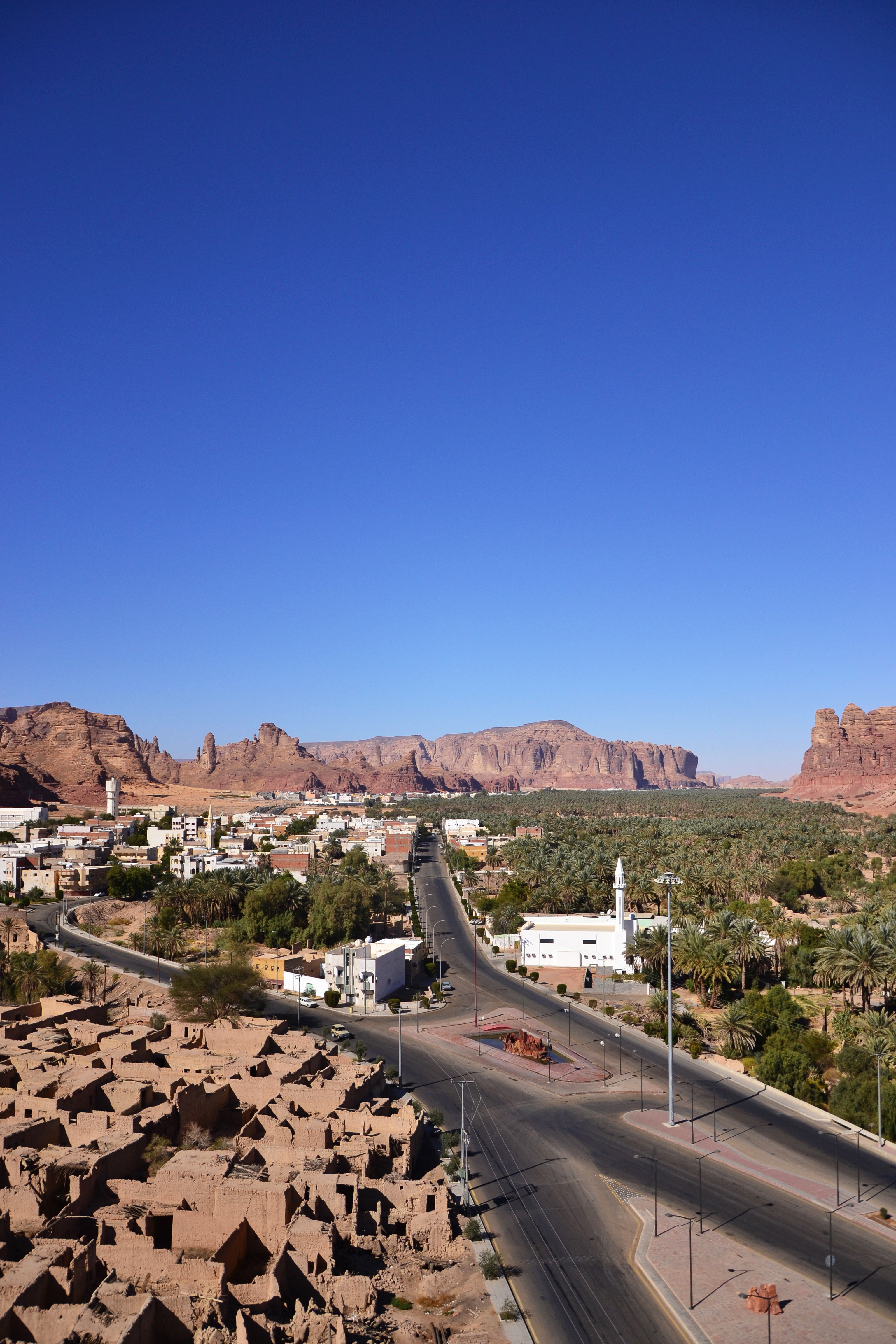
وادي العلا 2012
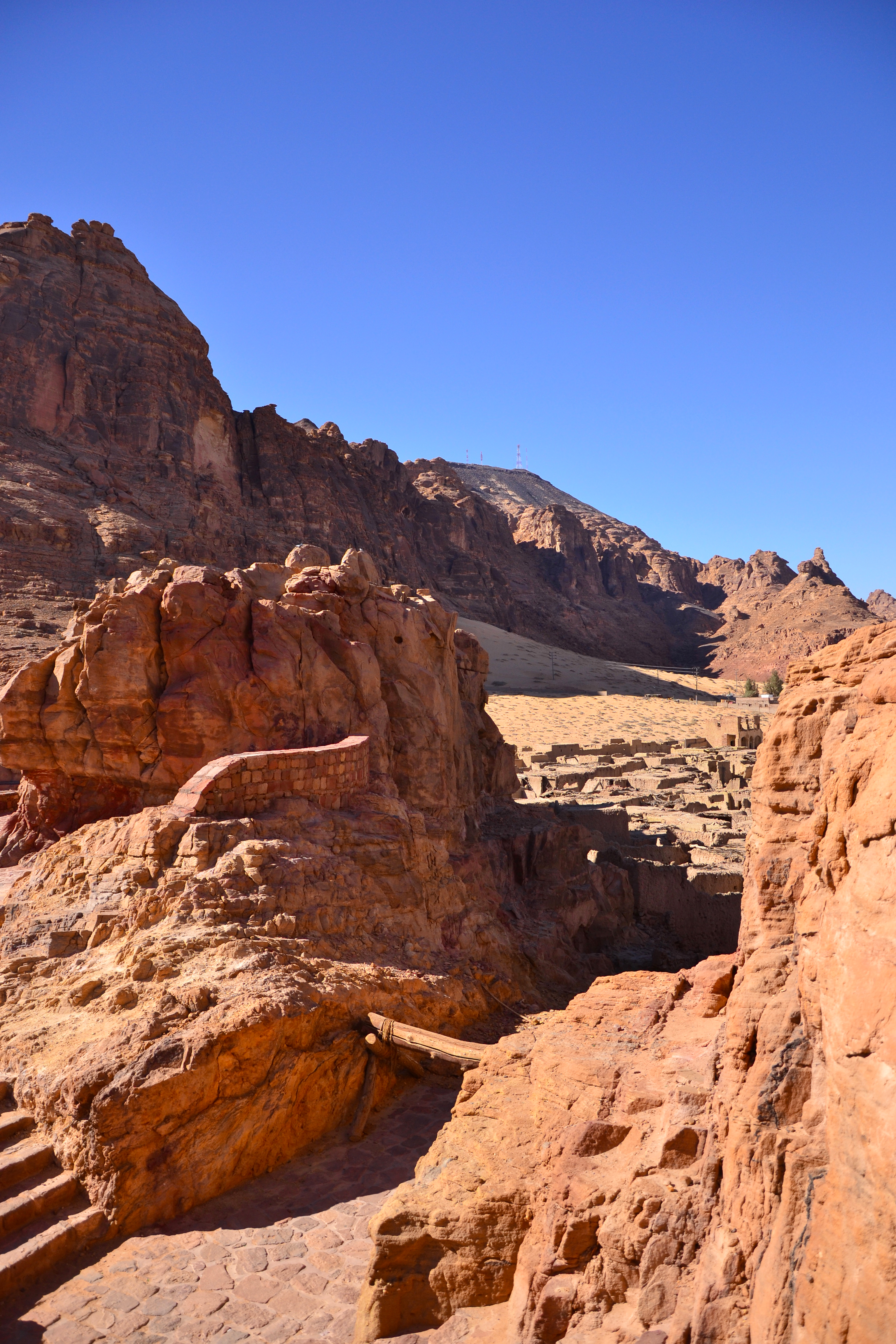
أطلال في وادي العلا
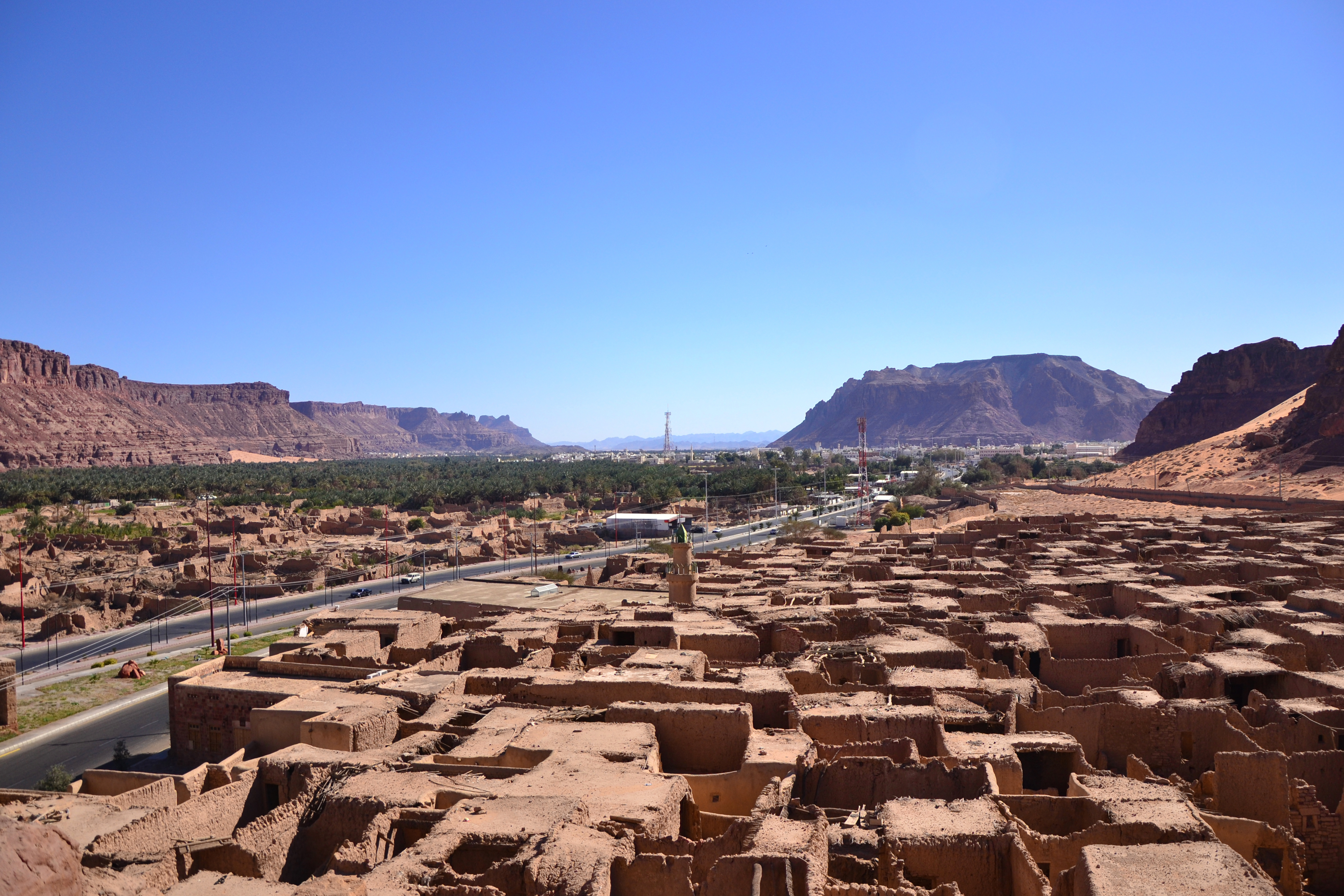
مدينة الأسود العلا
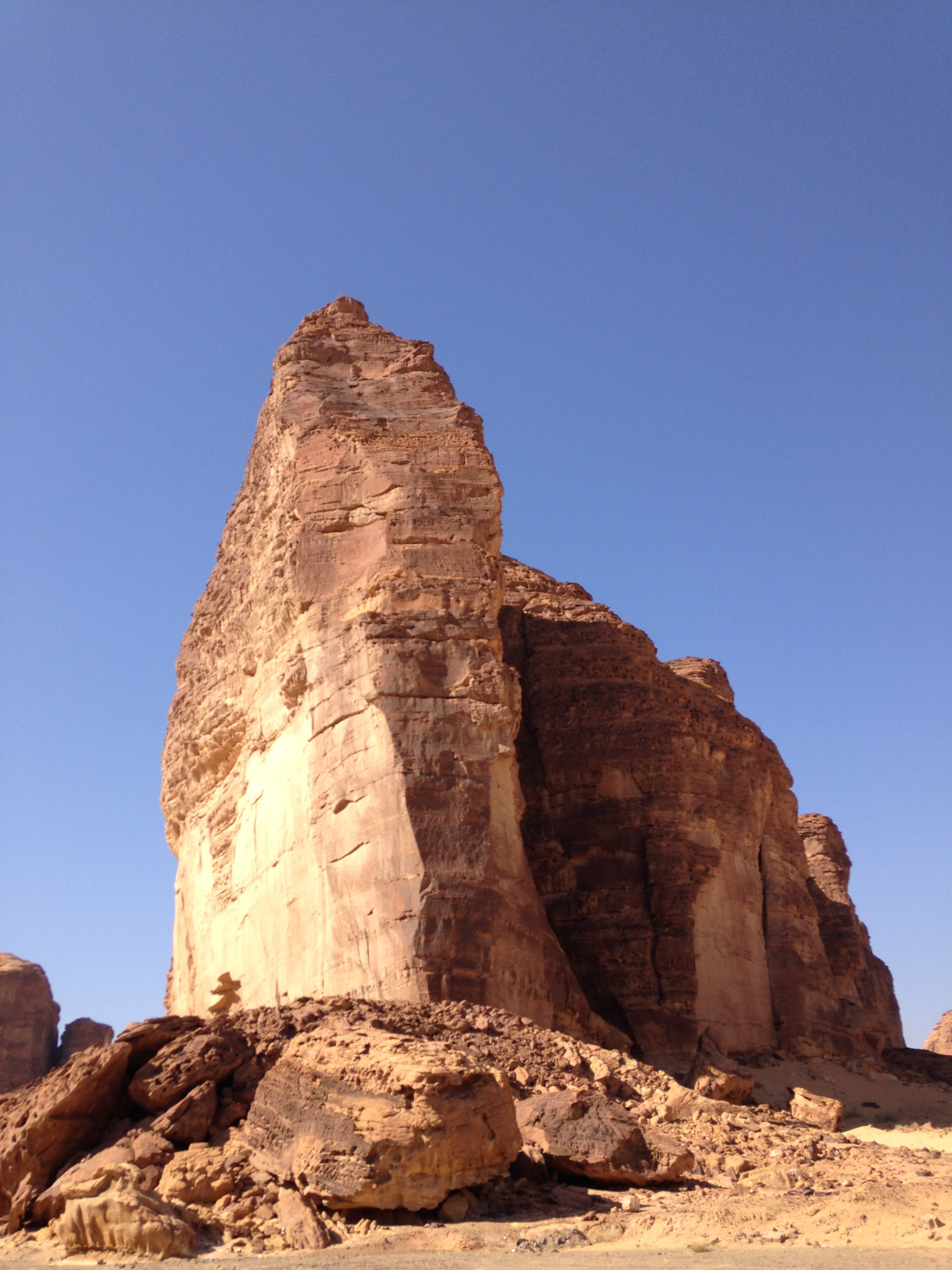
تشكيل صخري بجانب العلا
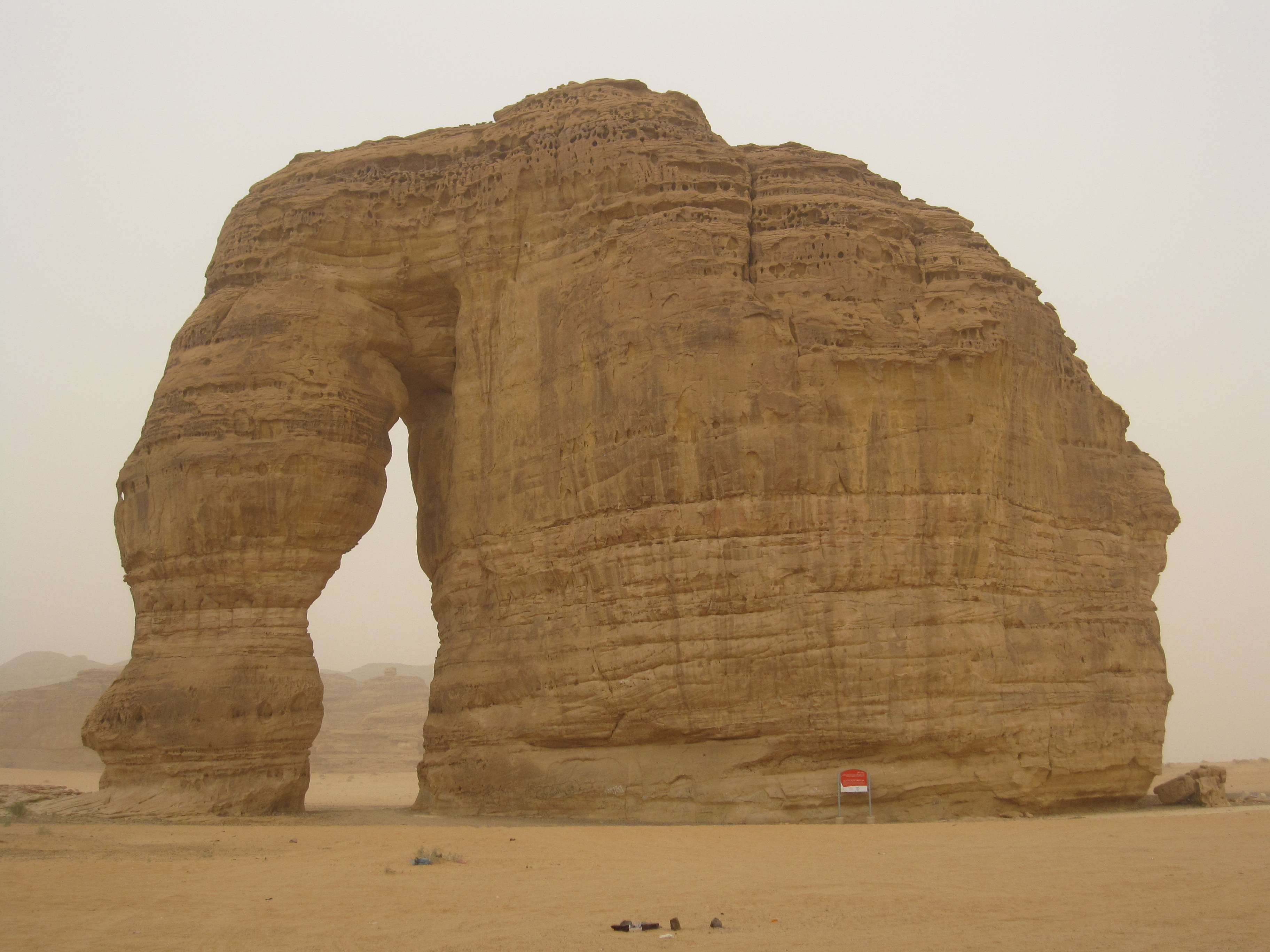
صخرة الفيل العلا، 2011.